# 熨胸
熨胸（英語：Breast ironing），一译“熨乳”或“烫乳”，是利用坚硬滚烫的物体压烫青春期女性胸部以延缓或停止乳房发育的习俗，一般由女孩母亲施行，目的是防止性骚扰、性侵犯、早孕或推后结婚等。该习俗主要流行于西非的喀麦隆，当地男人认为女性乳房发育是性成熟的标志。

## 影响

### 身体影响
乳房熨烫极度痛苦，可能导致组织损伤。截至2006年，尚未进行任何关于其影响的医学研究。 然而，医学专家警告称，这可能导致乳腺癌、囊肿和抑郁症，并可能影响以后的哺乳过程。 此外，乳房熨烫使女孩面临感染、囊肿、感染和永久性组织损伤的风险，导致乳房出现丘疹、乳房大小不均衡以及因瘢痕组织感染而引发的乳汁感染。在极端损伤的情况下，目前有十例被诊断为乳腺癌的病例报告来自自称受害于乳房熨烫的妇女。 GIZ报告的其他可能副作用包括乳房畸形和一侧或双侧乳房被消除。这种做法的严重程度差异很大，从使用加热的叶子压迫和按摩乳房到使用灼热的磨石压迫腺体。由于这种差异，健康后果从良性到严重不同。儿童权利国际网络（CRIN）报告称，乳汁在分娩后的发育受到延迟，危及新生儿的生命。

### 心理影响
乳房熨烫可能使女性对性活动感到恐惧。男性表示乳房缩小影响了女性的性体验，尽管这没有得到女性的证实。
许多女性在接受乳房熨烫后也遭受心理创伤。受害者感到这是一种惩罚，并经常内化责任感，并担心将来哺乳。

## 反对
乳房熨烫除了危险外，还被批评为无效阻止早期性行为和怀孕。GTZ（现称为“GIZ”）和喀麦隆支持年轻母亲的非政府组织RENATA（“阿姨网络”）反对乳房熨烫，并得到了促进妇女和家庭部的支持。 一些人呼吁立法禁止这种做法；然而，目前尚未通过此类法律。 有些人认为这种做法是一个新兴的人权问题，认为乳房熨烫是一种性别暴力行为，因为它影响到妇女和女孩，无论其种族、阶级、宗教、社会经济背景或年龄如何。至于最近的反对声音，2000年，联合国（UN）将乳房熨烫确定为五种交叉歧视和忽视的对女性犯罪之一。
据一位喀麦隆律师称，如果医生确定乳房受到损害，犯罪者可能被判最多三年监禁，前提是在几个月内报告了此事。 但是，目前尚不清楚是否存在这样的法律，因为没有记录显示有法律执行的情况。
GIZ的调查发现，在2006年，39%的喀麦隆妇女反对乳房熨烫，41%表示支持，26%持中立态度。 路透社在2014年报道称，全国范围内反对该做法的宣传已经帮助减少了该国50%的乳房熨烫率。